# الیکایی (پرنده)
تیرهٔ اِلیکایی (نام علمی: Troglodytidae) پرندگانی از راستهٔ گنجشک‌سانان و تیرهٔ الیکاییان هستند که جثه‌ای کوچک و خپل دارند و بسیار پرجنب‌وجوش هستند. این پرندگان که با عنوان الیکایی‌های راستین (true wrens) نیز نامیده می‌شوند، نزدیک به ۸۰ گونه هستند و بیشتر در تیره Troglodytidae قرار می‌گیرند. اِلیکایی به سبب داشتن بال‌ها و پاهای کوتاه، بیش از آن‌که پرواز کند، در میان بوته‌ها به جست‌وخیز می‌پردازد.

## ویژگی‌های ریخت‌شناسی
هر دو پرندهٔ نر و ماده از نظر ظاهری شبیه به یکدیگرند و بدنی چاق، رنگی قهوه‌ای، خاکستری، سیاه و سفید داشته و بال‌ها و دمشان کوتاه می‌باشد. همچنین راه‌راه‌هایی بر روی دم یا بال‌هایشان دیده می‌شود. اندازه و وزن این پرندگان با توجه به گونه‌شان متفاوت می‌باشد و در الیکایی شکم‌سفید به کمتر از ۱۰ سانتی‌متر طول و ۹ گرم وزن می‌رسد در صورتی‌که الیکایی غول‌آسا ۲۲ سانتی‌متر طول و وزنی در حدود ۵۰ گرم دارد.

## تغذیه
الیکایی‌ها حشره‌خوارند و از حشرات مختلف و عنکبوت‌ها تغذیه می‌کنند اما ماهی، مارمولک و جوندگان کوچک نیز غذای آن‌ها را تشکیل می‌دهد.

## زیستگاه
گونه‌های مختلف الیکایی در طیف گسترده‌ای از زیستگاه‌ها شامل مناطق خشک و کم‌درخت تا مناطق مرطوب و جنگل‌های بارانی زندگی می‌کنند. بیشتر الیکایی‌هایی که در نزدیکی سطح زمین و در زیر گیاهان یا تخته سنگ‌ها دیده می‌شوند اما گونه‌های دیگری از این پرنده نیز هستند، مکان‌های بلند زندگی می‌کنند.
محدودهٔ زیستی الیکایی اوراسیایی (Troglodytes troglodytes) در ایران، دامنه‌های شمالی و مرطوب رشته کوه‌های البرز می‌باشد اما این پرنده در ۱۳۸۶ در ارتفاعات شمال تهران و در پارک جمشیدیه و در سال ۱۳۹۸ در جنوب تهران بوستان بعثت نیز مشاهده شده‌است.

## رده‌بندی
الیکایی‌ها از جمله پرندگانی هستند که رده‌بندی علمی آنها پیچیده بوده و جدا شدن چندین گونه و تشکیل سرده‌های جدید در تیره‌شان در آینده محتمل است. از سوی دیگر، بعضی گونه‌هایی که گمان می‌رفت در این تیره عضو باشند ممکن است در واقعیت عضو تیره‌های دیگر باشند. برای نمونه، دوناکوب سرسیاه پیشتر گونه‌ای الیکایی شناخته می‌شد، اما به تازگی نشان داده شده‌است که نزدیکی بیشتری به گروهی از سسک‌ها دارد.
تیره Troglodytidae
- سرده نوک‌دندان‌ها
  - الیکایی خاکستری‌فام (Odontorchilus branickii)
  - الیکایی نوک‌دندان (Odontorchilus cinereus)
- سرده Salpinctes
  - الیکایی صخره (Salpinctes obsoletus)
- سرده ریزدم‌ها
  - الیکایی فلوت‌زن (Microcerculus ustulatus)
  - الیکایی سینه‌پولکی جنوبی (Microcerculus marginatus)
  - الیکایی سینه‌پولکی شمالی (Microcerculus philomela)
  - الیکایی بال‌نواردار (Microcerculus bambla)
- سرده Catherpes
  - الیکایی دره (Catherpes mexicanus)
- سرده الیکایی‌های نوک‌باریک
  - الیکایی ناوا (Hylorchilus navai)
  - الیکایی نوک‌باریک (Hylorchilus sumichrasti)
- سرده خمیده‌منقارها
  - الیکایی پشت‌نواری (Campylorhynchus zonatus)
  - الیکایی دورنگ (Campylorhynchus griseus)
  - الیکایی بوچارد (Campylorhynchus jocosus)
  - الیکایی کاکتوسی (Campylorhynchus brunneicapillus)
  - الیکایی راه‌راه (Campylorhynchus fasciatus)
  - الیکایی غول‌آسا (Campylorhynchus chiapensis)
  - الیکایی خاکستری‌نوار (Campylorhynchus megalopterus)
  - الیکایی پس‌سرحنایی (Campylorhynchus rufinucha)
  - الیکایی خالدار (Campylorhynchus gularis)
  - الیکایی پشت‌راه‌راه (Campylorhynchus nuchalis)
  - الیکایی توکامانند (Campylorhynchus turdinus)
  - الیکایی سرسفید (Campylorhynchus albobrunneus)
  - الیکایی یوکاتان (Campylorhynchus yucatanicus)
- سرده Thryomanes
  - الیکایی بویک (Thryomanes bewickii)
- سرده Thryothorus
  - الیکایی کارولینایی (Thryothorus ludovicianus)
    - الیکایی ابروسفید (Thryothorus (ludovicianus) albinucha)
- سرده الیکایی‌های آند
  - الیکایی گندم‌گون (Cinnycerthia fulva)
  - الیکایی پرو (Cinnycerthia peruana)
  - الیکایی حنایی (Cinnycerthia unirufa)
  - الیکایی قهوه‌ای زیتونی (Cinnycerthia olivascens)
- سرده کنارخوان‌ها (پیشتر در Thryothorus قرار داشت)
  - الیکایی سینه‌راه‌راه (Cantorchilus thoracicus)
  - الیکایی گلوراه‌راه (Cantorchilus leucopogon)
  - الیکایی ساده (Cantorchilus modestus)
    - الیکایی نیزار (Cantorchilus (modestus) zeledoni)

  - الیکایی رودخانه‌ای (Cantorchilus semibadius)
  - الیکایی خلیج (Cantorchilus nigricapillus)
  - الیکایی مژه‌دار (Cantorchilus superciliaris)
  - الیکایی سینه‌نخودی (Cantorchilus leucotis)
  - الیکایی سینه‌فندقی (Cantorchilus guarayanus)
  - الیکایی نوک‌دراز (Cantorchilus longirostris)
  - الیکایی خاکستری (Cantorchilus griseus)
- سرده بوریاخواه‌ها (پیشتر در Thryothorus قرار داشت)
  - الیکایی آنتیوکیا (Thryophilus sernai)
  - الیکایی حنایی‌وسفید (Thryophilus rufalbus)
  - الیکایی نایس‌فورو (Thryophilus nicefori)
  - الیکایی سینالوآ (Thryophilus sinaloa)
  - الیکایی نواری (Thryophilus pleurostictus)
- سرده الیکایی‌های زه‌پر (پیشتر در Thryothorus قرار داشت)
  - الیکایی سبیل‌دار (Pheugopedius genibarbis)
  - الیکایی کورایا (Pheugopedius coraya)
  - الیکایی ریش‌دار (Pheugopedius mystacalis)
  - الیکایی ساده‌دم (Pheugopedius euophrys)
  - الیکایی شکم‌سیاه (Pheugopedius fasciatoventris)
  - الیکایی گلوسیاه (Pheugopedius atrogularis)
  - الیکایی سردوده‌ای (Pheugopedius spadix)
  - الیکایی سینه‌خال‌درشت (Pheugopedius sclateri)
  - الیکایی خوشحال (Pheugopedius felix)
  - الیکایی اینکا (Pheugopedius eisenmanni)
  - الیکایی سینه‌خرمایی (Pheugopedius rutilus)
  - الیکایی سینه‌خالدار (Pheugopedius maculipectus)
- سرده الیکایی‌های کج‌بینی
  - الیکایی سینه‌بلوطی (Cyphorhinus thoracicus)
  - الیکایی نوازنده (Cyphorhinus aradus)
  - الیکایی آوازخوان (Cyphorhinus phaeocephalus)
- سرده Uropsila
  - الیکایی شکم‌سفید (Uropsila leucogastra)
- سرده الیکایی‌های درختی
  - الیکایی درختی بال‌خط‌دار (Henicorhina leucoptera)
  - الیکایی درختی سینه‌خاکستری (Henicorhina leucophrys)
  - الیکایی درختی سینه‌سفید (Henicorhina leucosticta)
  - الیکایی درختی مونشیک (Henicorhina negreti)
- سرده Thryorchilus
  - الیکایی براون (Thryorchilus browni)
- سرده الیکایی‌های غارنشین (۱۰–۱۵ گونه، شامل الیکایی اوراسیایی، بسته به آرایه)
- سرده Cistothorus
  - الیکایی آپولینار (Cistothorus apolinari)
  - الیکایی ماندابی (Cistothorus palustris)
  - الیکایی مریدا (Cistothorus meridae)
  - الیکایی سبزه (Cistothorus platensis)
- سردهFerminia
  - الیکایی زاپاتا (Ferminia cerverai)

## نگارخانه

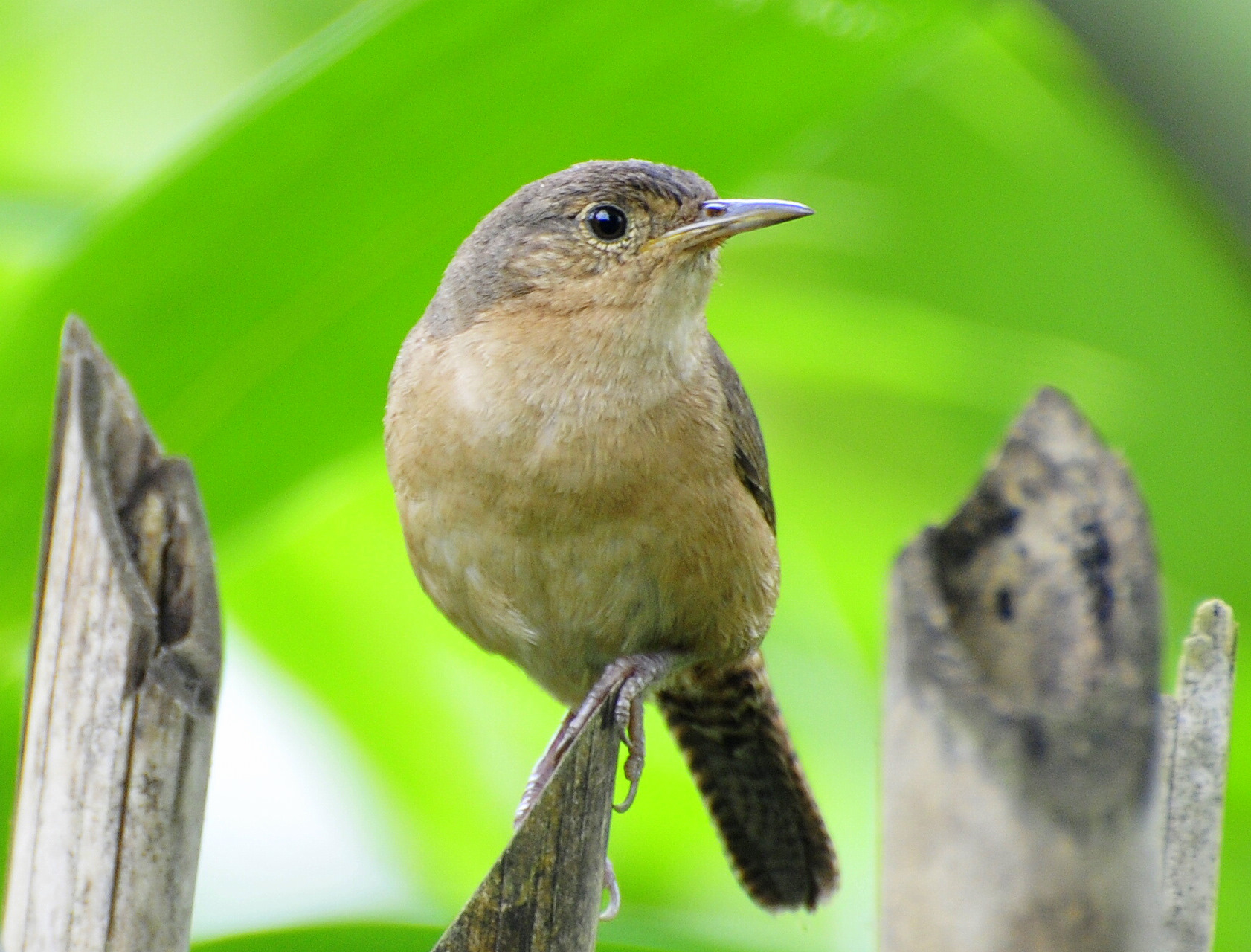
الیکایی خانگی
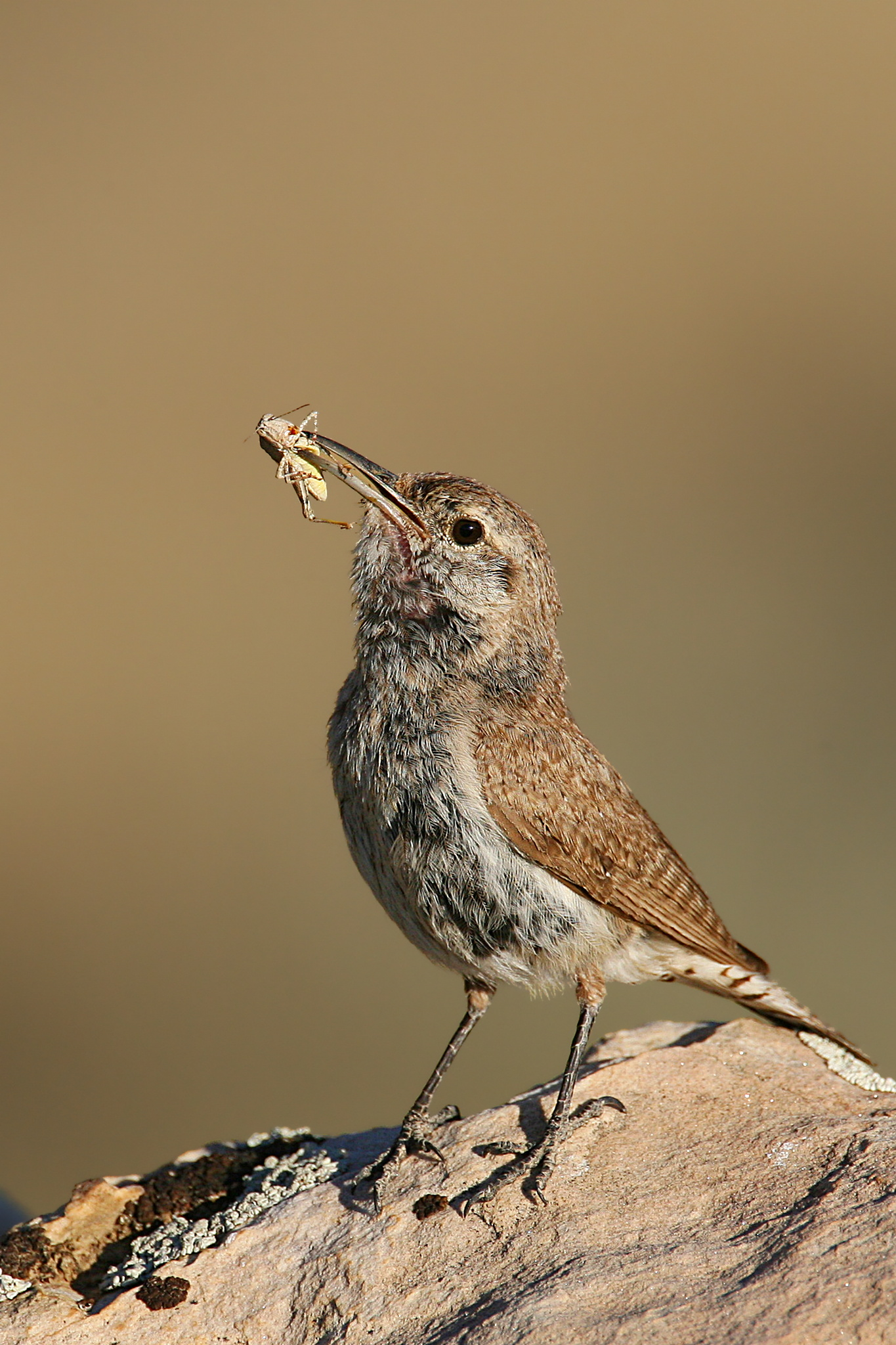
الیکایی صخره‌ای
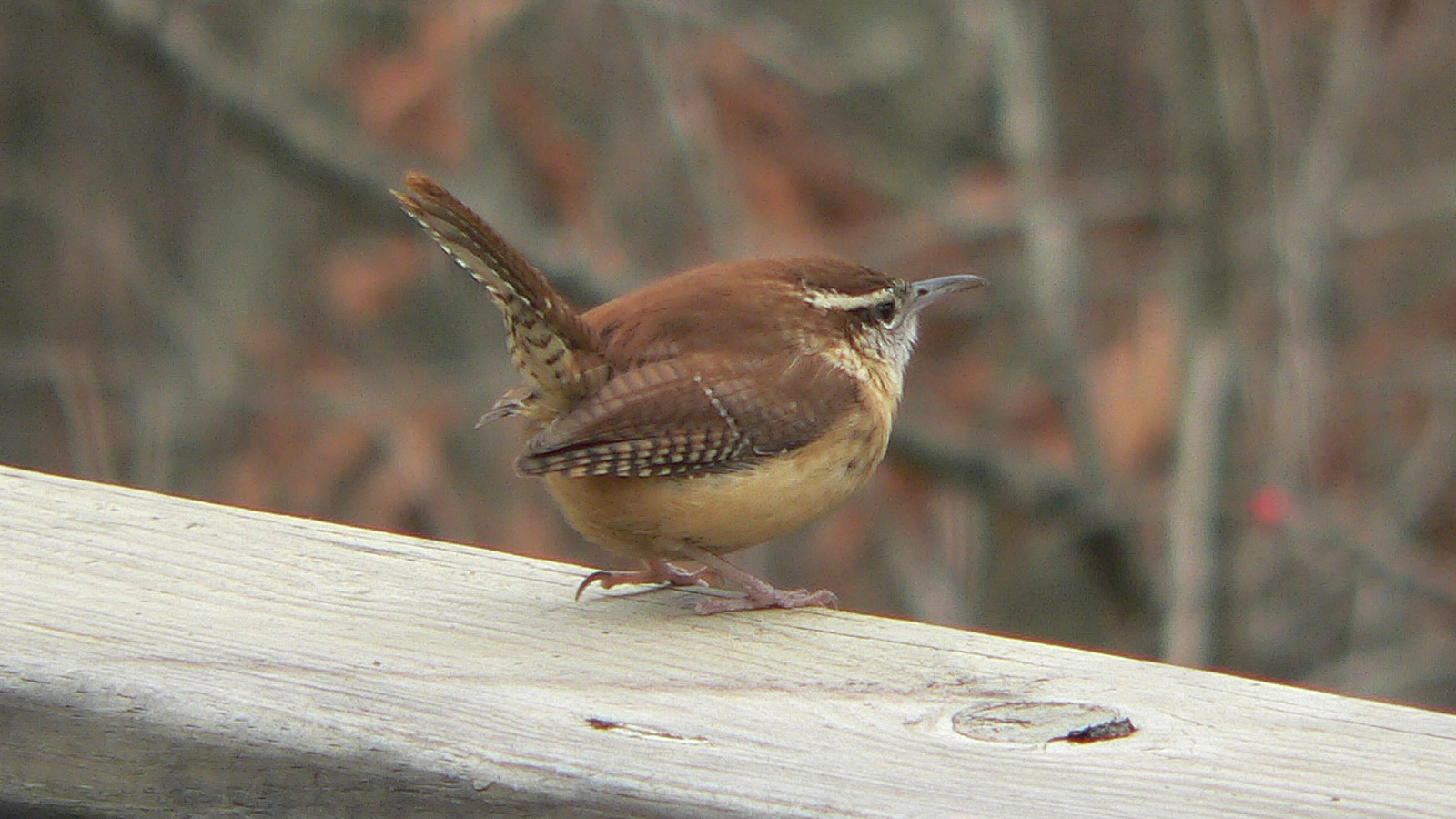
الیکایی کارولینایی
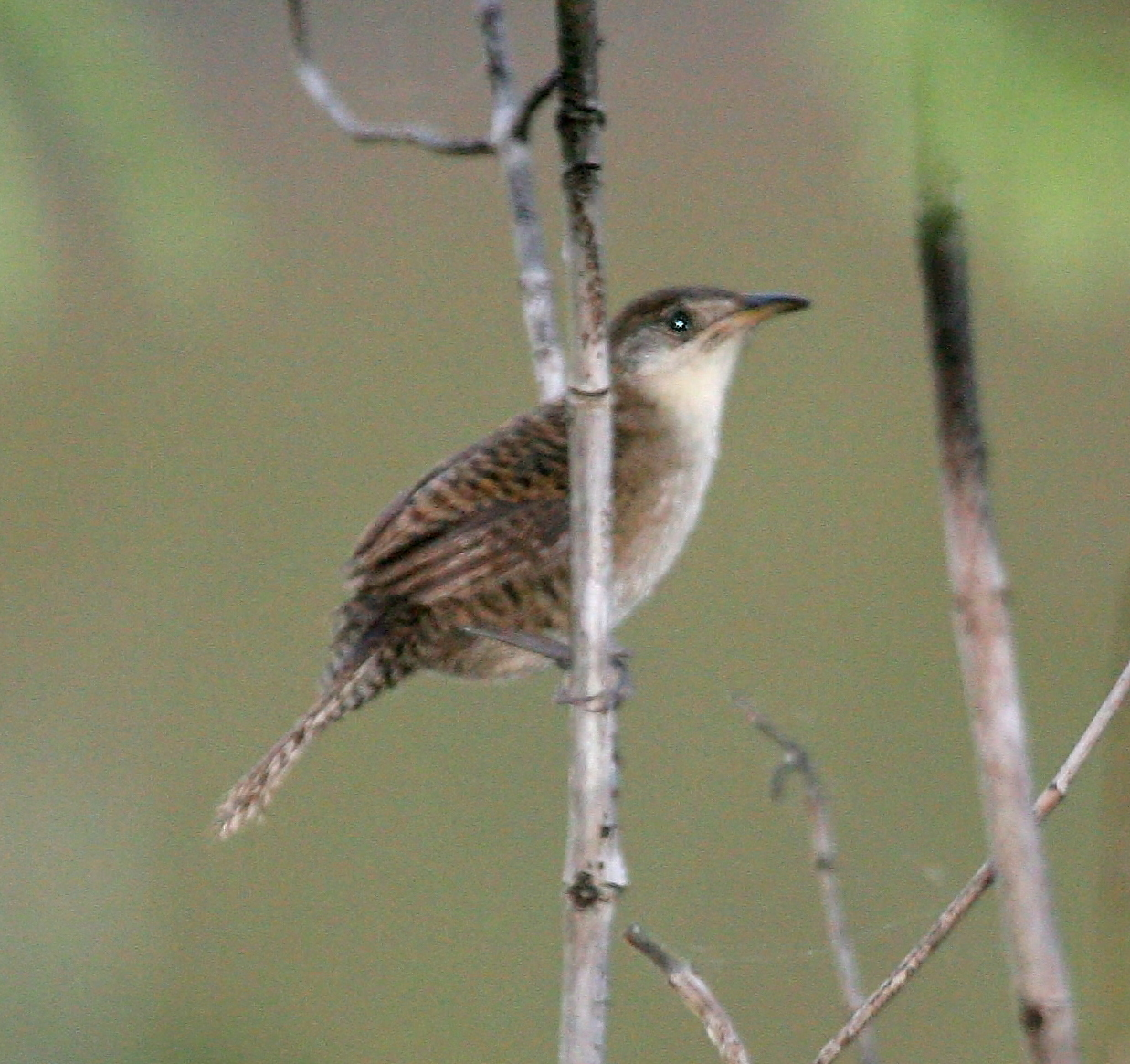
الیکایی زاپاتا (در خطر انقراض)
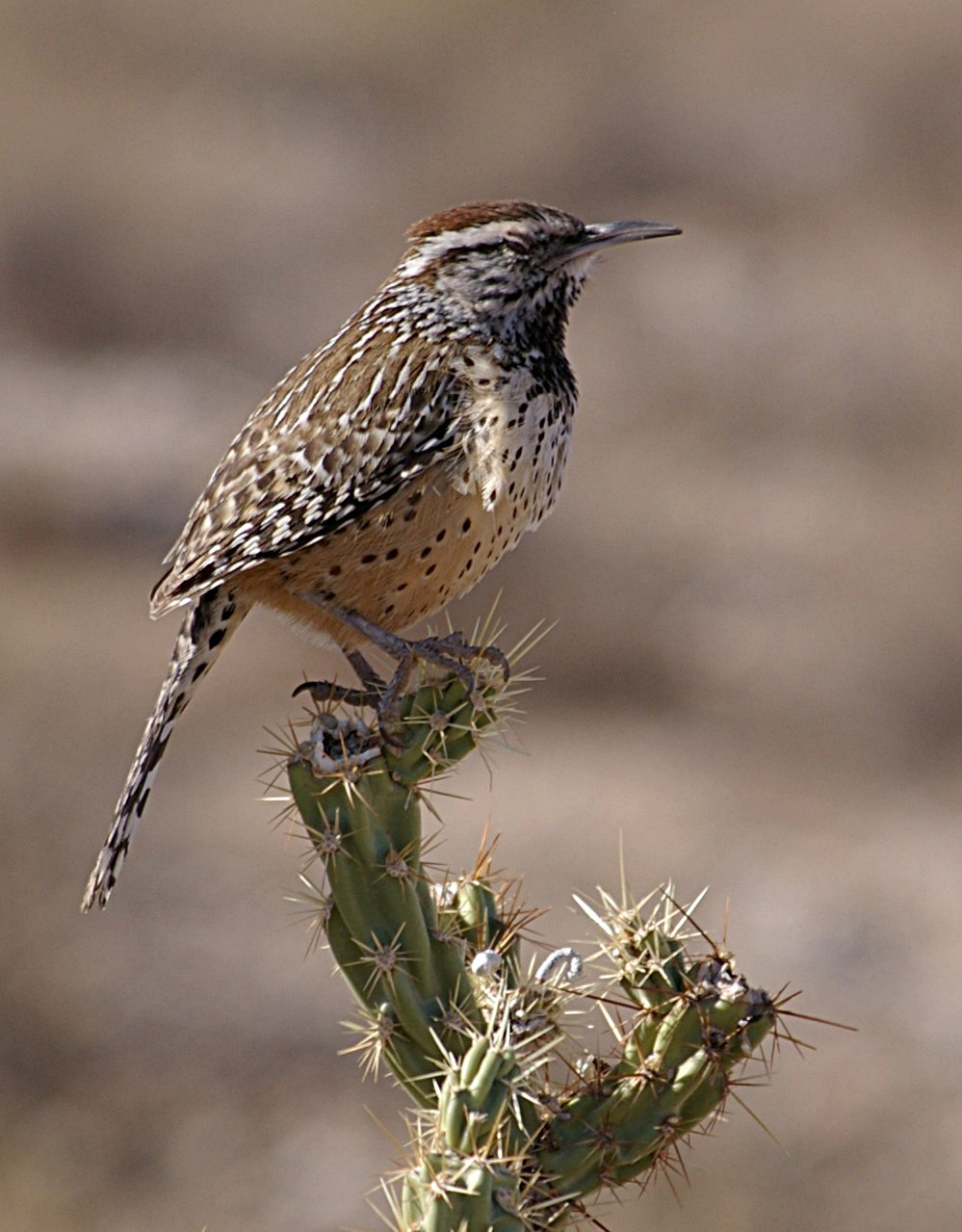
الیکایی کاکتوسی
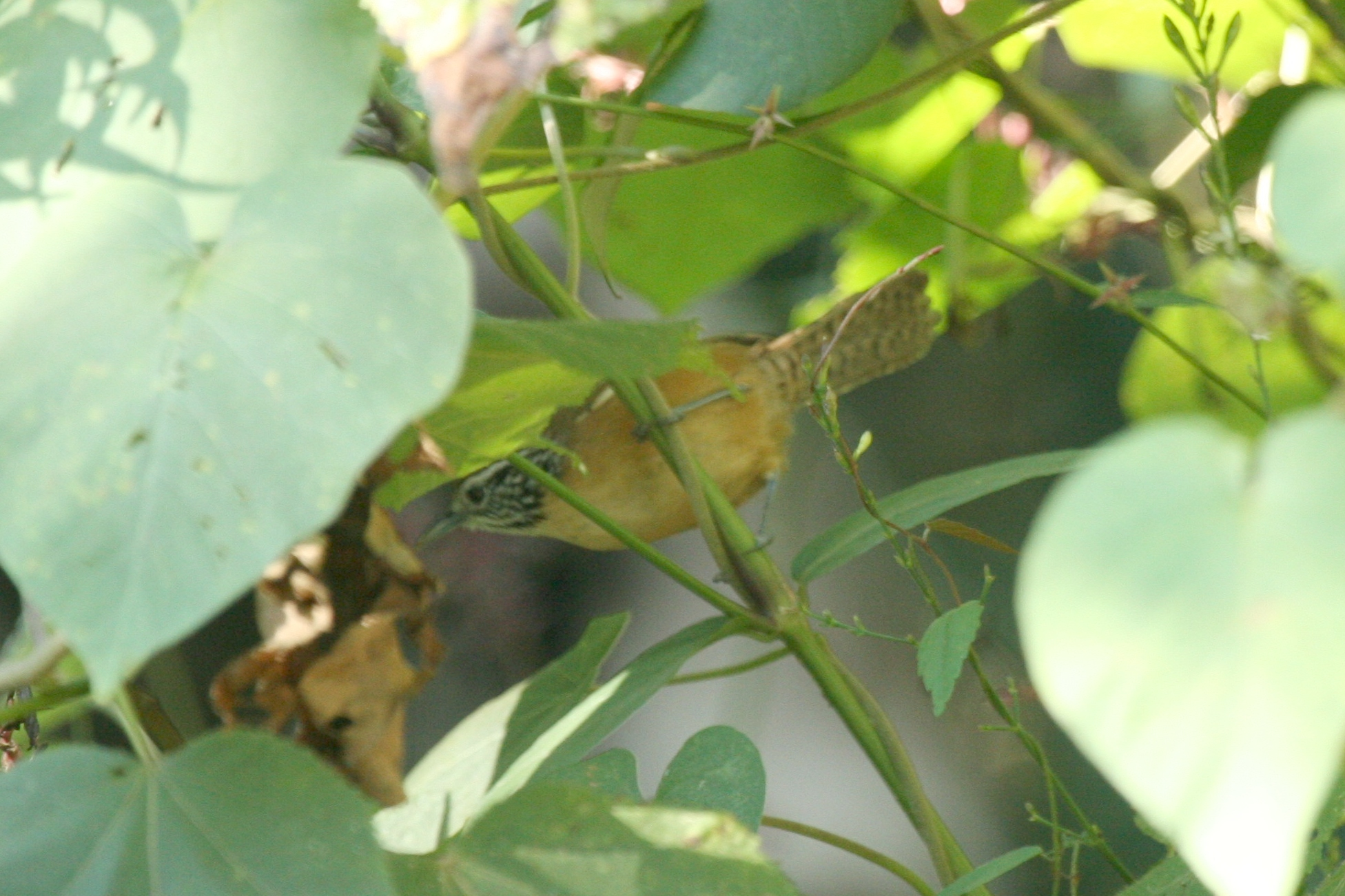
الیکایی خوشحال
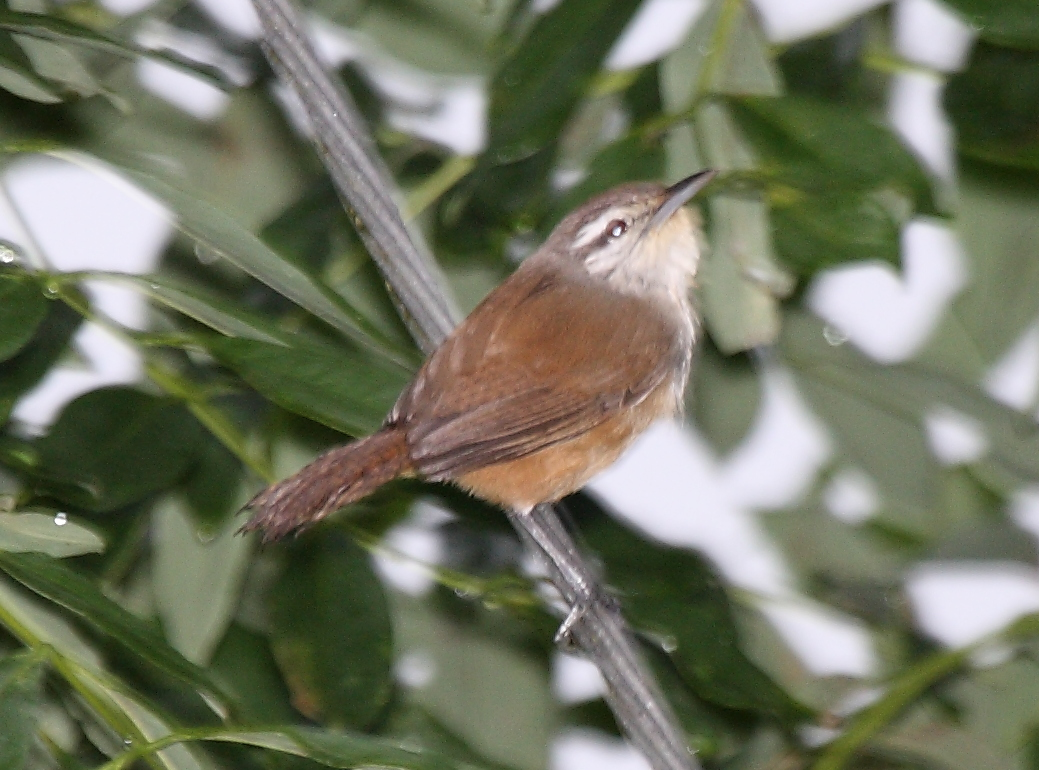
الیکایی ساده
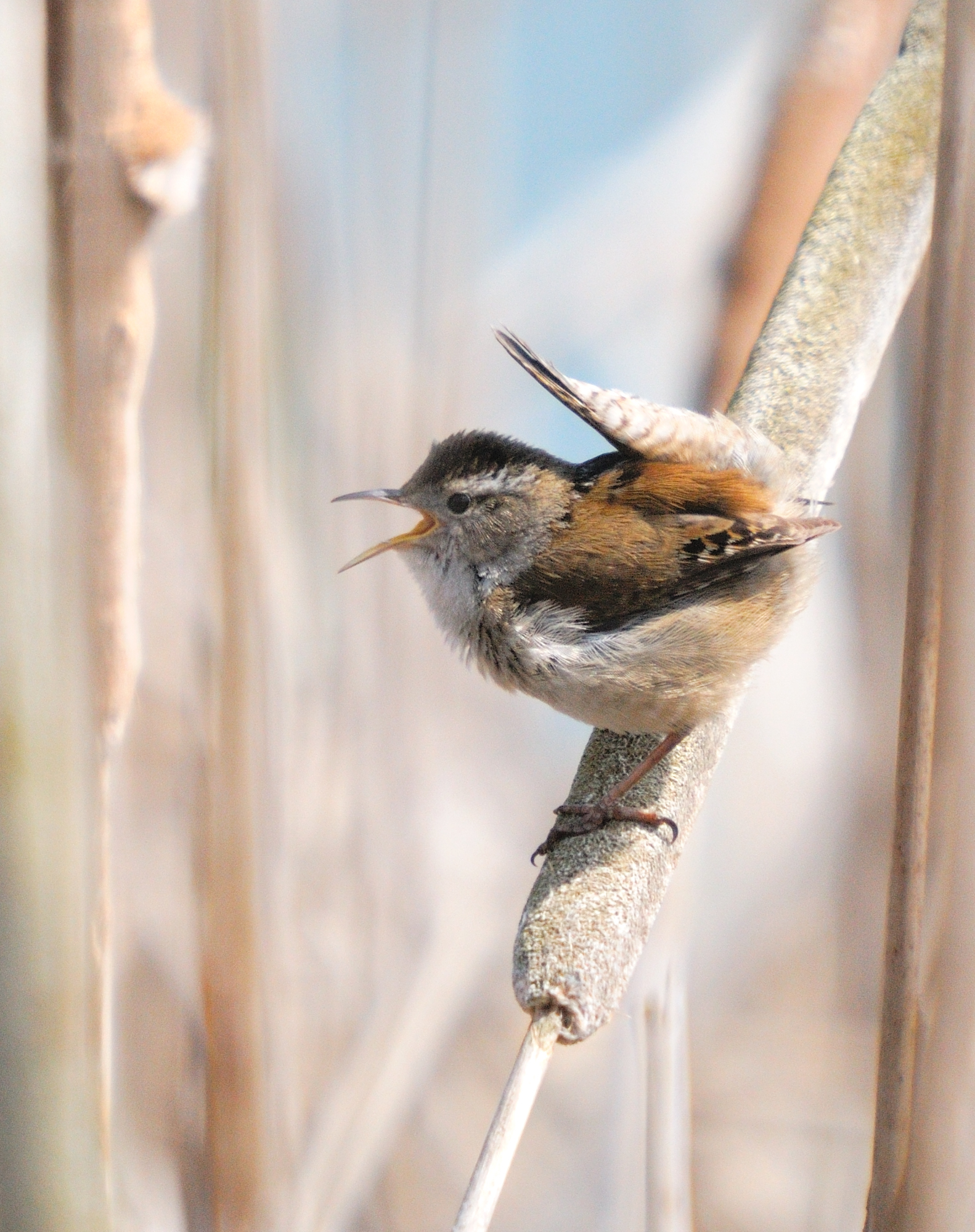
الیکایی ماندابی